# سلفية جهادية
السلفية الجهادية ويعرفها البعض بـ الإسلام الثوري[بحاجة لمصدر] مصطلح أطلق منذ نهاية الثمانينيات على بعض جماعات الإسلام السياسي والتي تتبنى الجهاد منهجاً للتغيير، تم بروزه كتيار فكري مميز في عهد أنور السادات، يعلن هذا التيار أنه يتبع منهج سلف المسلمين الأوائل وأن الجهاد أحد أركانه، يتم تطبيق الجهاد الذي يجب وجوباً عينياً على المسلمين ضد العدو المحتل وضد النظام الحاكم المبدل للشريعة الإسلامية ويحكم بالقوانين الوضعية أو النظام المبالغ في الظلم والقهر. فالسلفية الجهادية عبارة عن جماعات أو أفراد حملوا فكرة الجهاد المسلح ضد الحكومات القائمة في بلاد العالم الإسلامي أو ضد الأعداء الخارجيين، وحملوا فكراً محدداً يقوم على مبادئ الحاكمية وقواعد الولاء والبراء وأساسيات الفكر الجهادي السياسي الشرعي المعاصر كما هو مفصل ومعروف في أدبياتهم. كما وصفها الثوري الفنزويلي كارلوس بـ الإسلام الثوري.
يعتبر تيار السلفية الجهادية نفسه تياراً مطبقاً للمنطق الإسلامي الصحيح المستقى من القرآن والسنة والإجماع متمثلاً في العقيدة وفقه الجهاد وفقه السياسة الشرعية في الحكم والتعامل مع المحتل والمبدل للشريعة فهو يرى أن التغيير بالقوة هو أنسب وأصح الوسائل للتحرر وتحكيم الشريعة وتصحيح البنية الأساسية الدينية والاجتماعية والسياسية حسب السيرة النبوية وتاريخ غزوات الرسول محمد ﷺ.
تعتبر السلفية الجهادية ثاني أبرز التيارات السلفية المعاصرة مع السلفية العلمية ومصادرهم واحدة وإنما يختلفون مع تيار السلفية العلمية والإخوان في تبنيهم لخط ومنهج التحرك الثوري أو المسلح من أجل التغيير وليس التربية والتعليم أو البرلمان من أجل الإصلاح، لرأيهم بأن الديمقراطية والبرلمانات كفر وشرك بالله وأن هذه الأنظمة متجذرة ومدعومة من الخارج وفشل معها الإصلاح، وتعتبر التيارات الأخرى أن هذا استعجال للتغيير من قبل الجهاديين الثوريين وتعريض للنفس للتهلكة وبعضها يعتبر هذا خروجا على الحاكم الذي تجب طاعته؛ فهم يكفرون الأنظمة الحاكمة لإرتكابهم نواقض الإسلام أو تبديلهم للشريعة الإسلامية وإستحلالهم للحكم بالعلمانية والديمقراطية.

## التسمية

### أصل التسمية

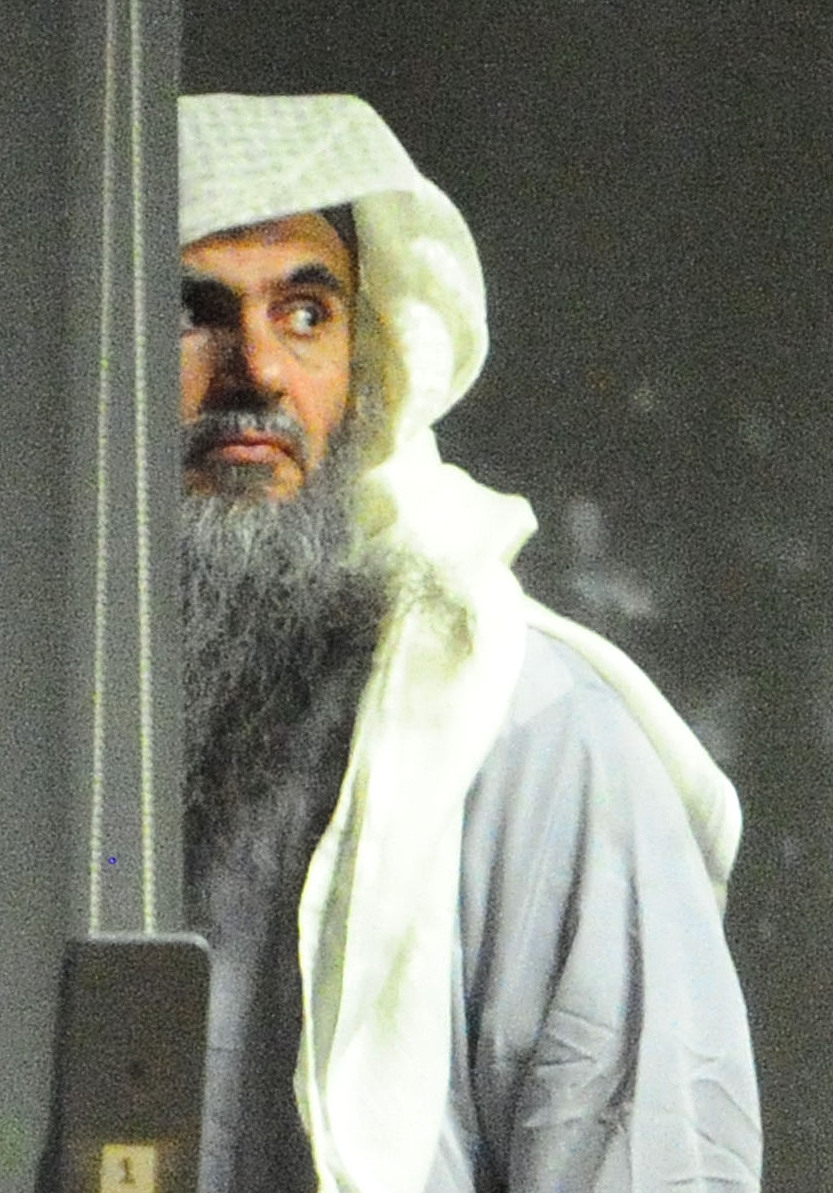
أبو قتادة الفلسطيني أحد أكبر منظري تيار السلفية الجهادية.

مصطلح السلفية الجهادية مصطلح مثبت في الأدبيات الجهادية نفسها منذ سنوات طوال وتحديداً منذ ثمانينيات القرن العشرين عند الرموز الأساسيين الذين يحملون لواء هذا الخط الفكري ويمثلونه على أعلى مستوى تنظيري - مثل أبو محمد المقدسي، عبد القادر عبد العزيز، أبو قتادة الفلسطيني، أبو مصعب السوري، أيمن الظواهري - وإن كانت صياغاته النظرية الأولى قد تمت علي يد أبو الأعلي المودودي مؤسس الجماعة الإسلامية في باكستان وكتابه «الجهاد في الإسلام»، ثم في الستينيات على يد سيد قطب بعد انقلابه الفكري المعروف في العهد الناصري - ابتداء من سنة 1957 - في ظل مسارات الصراع بين الإخوان وعبد الناصر من جهة وتحت تأثير كتابات أبي الأعلى المودودي - خاصة كتابه المصطلحات الأربعة في القرآن - التي اطلع عليها في السجن من جهة ثانية ثم تبلورت هذه الصياغات في السبعينيات مع صالح سرية في رسالة الإيمان عام 1973 ومحمد عبد السلام فرج في الفريضة الغائبة أواخر عام 1980 ثم كتابات شيوخ التنظيمين الجهاديين الأساسيين في مصر خلال تلك الفترة: الجماعة الإسلامية - بالتحديد ميثاق العمل الإسلامي الصادر سنة 1984 والذي شارك في كتابته عاصم عبد الماجد وعصام الدين دربالة وناجح إبراهيم - وجماعة الجهاد - كتابات أمير الجماعة ومنظرها الأساسي من عام 1987 إلى عام 1993 الدكتور فضل أو عبد القادر عبد العزيز - من ناحية أخرى ساهم عبد الله عزام من موقعه في أفغانستان في التأصيل لبعض الأساسيات الفكرية التي تقوم عليها السلفية الجهادية إذ يقرر رضوان السيد أن عزام هو أول من استخدم هذا المصطلح سنة 1987 بغرض توحيد صفوف السلفيين العرب وغير العرب في أفغانستان على مشارف خروج الروس منها.
بينما يتخذ آخرون موقف سلبي صارم من المصطلح السلفية الجهادية مثل أبي عزيز عبد الإله الحسني الجزائري في رسالة الردم لمصطلح السلفية الجهادية لما فيه من الهدم وأيضاً محمد الفزازي - في ما مضى ومنهم من ينطلق من منظور مختلف تماماً مثل عبد الله بن ثاني في مقال تحرير مصطلح السلفية الجهادية
«التسمية السلفية الجهادية دعية - أي ابنة زنا - لا يعرف لها أب ولا أم وهي تسمية يراد منها الفتنة والذين أطلقوا هذه التسمية علينا العديد منهم علمانيون وملحدون نحن لا نوافق على هذه التسمية وإن كنا نناصر الجهاد في كل بلدة وأن الجهاد ماض إلى يوم القيامة.»

### سبب التسمية
شكل التيار السلفي المعتنق لأفكار هذه المدرسة الجناح الثالث من أجنحة الصحوة الإسلامية السبعيناتية التي جمعته مع تيارين آخرين الأول إخواني ذا طابع أزهري والثاني شيعي اثني عشري وبرغم قوة التيار المستمدة من سعة انتشاره وكونه وليد مدرسة عقدية وفقهية نظر لها عبر التاريخ الإسلامي إلا أنه فشل في تحقيق ما نجح فيه التيار الشيعي وهو التحول إلى ثورة شعبية تتمخض عن إقامة نظام يمثل مبادئ التيار ومشروعه. على عكس الإخوان الذين استمروا على نهجهم في التغيير متعاطين مع العمل السياسي ولعبة الديمقراطية فقد تعرض التيار السلفي للانقسام الفكري والتنظيمي بحيث نشأت اتجاهات سلفية عدة اختلفت فيما بينها حول الموقف من قضايا فكرية كالحاكمية والجاهلية والجهاد والعمل السياسي والموقف من الحكام والأمر بالمعروف والنهي عن المنكر ومسائل أخرى وكان من نتائج هذا الانقسام أن نشأ التيار السلفي الجهادي.
كانت نشأة السلفية الجهادية بمثابة خروج عن الخط السلفي التقليدي الذي التزمه أصحابه السعوديون منذ أن قضى عبد العزيز آل سعود على تمردات حركة إخوان من أطاع الله ولعل ما يؤكد ذلك تصريحات وزير الداخلية السعودي في العام 2002 من أن جميع مشكلات السعودية هي من إفرازات الإخوان المسلمين. تأثر السلفيين بغيرهم من مفكري الجماعات الصحوية قد بدأ في مصر وليس في الخليج كما يدعى الكثيرون فقد أدى تأثر بعض السلفيين المصريين في سبعينات القرن الماضي بآراء وكتابات سيد قطب وأبى الأعلى المودودي إلى نشوء فكر سلفي جديد تأطر تنظيمياً في جماعات عدة أهمها جماعة الجهاد التي بدأ منظرها أيمن الظواهري التزامه الديني في مسجد تابع لجماعة أنصار السنة المحمدية بمنطقة المعادي بالقاهرة.
وبانتقال هذا الفكر إلى ساحة الجهاد الأفغاني اكتملت معالمه بدخول عبد الله عزام على الخط كمنظر لفكرة الجهاد كأهم فرض من فروض العين وهي التي كان المصري محمد عبد السلام فرج قد أشار إلى أهميتها في كتابه الشهير الفريضة الغائبة بانتهاء التجربة الأفغانية كانت تلك الجماعات قد اكتسبت خبرة قتالية عالية وخرجت قيادات على مستوى عال وجدت في بؤر التوتر في العالم الإسلامي كالبوسنة والشيشان وغيرهما متنفساً جهادياً تنشط من خلاله وتكتسب مزيداً من الأنصار.

## النشأة
حرصت الجماعة السلفية على أن تحمل هذا الاسم تيمنا باسم السلف الصالح من أتباع النبي محمد - صلى الله عليه وسلم - والذين يمثلون الجيلين الذين تليا جيل الصحابة من التابعين حيث شكلت الأجيال الثلاثة العصر الذهبي للإسلام كما تمثل فيهم الزهد والورع والتضحية والفداء مما أدى إلى اتساع رقعة الدولة الإسلامية من الهند إلى إسبانيا. وهذه العلاقة بين الإيمان والجهاد هي التي ينادي بها دعاة هذه الحركة حيث يعتقدون بأهمية وجود الإيمان لحل المشكلات التي تواجهنا حتى لو كانت تلك المشكلات اقتصادية أو اجتماعية أو حتى سياسية.
وكان أول من نادى بهذه الفكرة أحمد بن حنبل - 780 إلى 855 م - حيث كانت تلك الحقبة مليئة بالصراعات السياسية ثم نادى بها من بعده ابن تيمية - 1263 م إلى 1328 م - حيث تعرضت الدولة الإسلامية للغزو من قبل المغول في عصره. وظلت تلك الفكرة متوارثة هكذا جيلاً بعد جيل حتى جاء محمد بن عبد الوهاب - 1720 م إلى 1792 م - منادياً بها حاملاً أفكار ابن حنبل وابن تيمية ومحاولاً حصر أسباب الضعف التي ألمت بالدولة العثمانية في محاولة منه لصد الهجمة الأوروبية. وفسر ابن عبد الوهاب حالة الضعف التي لحقت بالدولة الإسلامية آنذاك – اقتصادياً وسياسياً – على أنها أزمة غزو عقيدي حول مفهوم التوحيد الذي كان يسير عليه السلف الصالح.
ثم جاءت أزمة وحرب الخليج الثانية عام 1990 م إلى عام 1991 م التي تمثل نقطة الانطلاق الحقيقية لهذا الخط الفكري حيث برز في البداية كتعبير عن الهزة العنيفة التي تعرض لها الحقل الديني في المملكة العربية السعودية الذي تهيمن عليه المؤسسة الوهابية المتحالفة تاريخيًا مع الأسرة الحاكمة - آل سعود - نتيجة القرار الذي اتخذه الملك فهد بن عبد العزيز في أغسطس عام 1990 م باستقدام قوات أجنبية - قوات التحالف - لتحرير الكويت من الاحتلال العراقي والدفاع عن المملكة في حال أقدم العراق على اجتياحها.
وضع هذا القرار النظام الحاكم في السعودية في مأزق ذلك أن هذا الإجراء وإن كان من وجهة النظر السياسية مفهوماً ومبرراً إلا أن خصوصية نظام الحكم السعودي الذي ظل منذ ظهور الدولة السعودية الأولى في القرن الثامن عشر يؤسس شرعية وجوده على الإيديولوجية الوهابية الطاعنة في صرامتها وتشددها خاصة في ما يتعلق بمقولاتها التصنيفية الاقصائية تجاه الآخر المختلف سواء كان هذا الاختلاف دينياً أو فكرياً جعلت منه مثار إشكالية دينية مزدوجة لا يمكن الاستهانة بها في بيئة ثقافية تحكمها ذهنية أصولية. هذه الإشكالية تتمثل في مدى شرعية استعانة دولة مسلمة - السعودية - بدولة كافرة - الولايات المتحدة الأمريكية - لقتال دولة مسلمة - العراق - وتتجسد من جهة ثانية في مدى شرعية تواجد قوات عسكرية أجنبية لأول مرة في تاريخ الإسلام على أرض جزيرة العرب.
عمد النظام الحاكم في الرياض إلى استصدار فتوى بجواز الاستعانة بالكفار من المؤسسة الدينية الرسمية المتحالفة تاريخياً مع الدولة إذ توفر لها باستمرار القاعدة الدينية التي تستند إليها شرعيتها هذه المؤسسة التي تمثلها هيئة كبار العلماء وكان يرأسها في ذلك الوقت المرجع عبد العزيز بن باز إلا أن التمايزات الداخلية التي ينطوي عليها الحقل الديني في المملكة حالت دون إقرار موقف موحد من القرار ومن الفتوى التي استصدرت خصيصاً لتسويغه إذ سرعان ما اشتعلت شرارة الصراع بين هيئة كبار العلماء وبعض العلماء الرافضين لموقفها منهم حمود بن عقلاء الشعيبي صاحب القول المختار في حكم الاستعانة بالكفار وهناك آخرون مثل سفر الحوالي، سلمان العودة، علي الخضير، وليد السناني وآخرون الذين اتخذوا منذ اللحظة الأولى موقفاً معارضاً لا ترى له نهاية لأي دور عسكري أجنبي في الأحداث وهو الموقف الذي اتسم بحدة فاقت توقعات النظام نفسه خاصة بعد أن وصل الأمر إلى حد تكفيره مباشرة على الملأ.
كانت هذه اللحظة هي محدد البروز الأول للسلفية الجهادية في التسعينيات كخط فكري يقوم على مواقف ومقولات محددة مرتبطة بسياقات صراع النفوذ في وعلى منطقة الخليج ثم بعد ذلك توسعت مشاريعه وانتشرت أفكاره ومقولاته في كل أنحاء العالم بسبب ارتباطه العضوي بتجربة تنظيم القاعدة - كان بن لادن أحد الفاعلين في الانشقاق المذكور - الذي يعتبر ممثله الشرعي حيث استند إلى منظومته الفكرانية الصدامية لتأطير مسارات المواجهة التي بدأها منذ منتصف التسعينيات سواء مع نظم الحكم القائمة في البلدان العربية والإسلامية - العدو القريب - أو مع الولايات المتحدة الأمريكية وحلفائها من الدول الغربية - العدو البعيد - وكانت لحظة الذروة تفجيرات 11 سبتمبر عام 2001 م في الولايات المتحدة الأمريكية وما تلاها من تفاعلات دولية ما يزال كثير منها ممتداً في الزمان والمكان.
كان النظام الخاص الذي تكون أيام الملكية لقتال الإنجليز في مصر والذي نسبت إليه أعمال عنف سياسي كاغتيال النقراشي بعد قيامه بحل الجماعة ومصادره أموالها وممتلكاتها وأعتقال أعضائها، هي الخلفية المشجعة لتطبيق ما نظّر إليه سيد قطب في كتاباته حول الجهاد وأثرت فيه كتابات المودودي ككتاب الجهاد في سبيل الله الذي يعد من أهم التنظيرات للكفاح المسلح من أجل إقامة الخلافة وإعادة الحكم الإسلامي. فكان بعد التنظيم السري تنظيم 1965 م الذي تم كشف أمره سريعاً وأعدم على إثره سيد قطب ومن معه، ثم تنظيمات ما بعد 1971 م إثر الإفراج عن المعتقلين السياسيين بداية حكم أنور السادات. ساعد على استمرار بلورة الفكر السلفي الجهادي أمران: الأول: نكسة 1967 م وما اعتبره كثير من الإسلاميين خيانات حدثت أثناء وبعد حرب 1973 م. الثاني: استمرار الحكم بالقوانين الوضعية والتحالف مع المعسكر الغربي بقيادة أمريكا وبريطانيا الداعم الأساسي لإسرائيل. الثالث: معاهدة السلام والاعتراف بإسرائيل نهاية السبعينات وعودة القمع والتعذيب. وكانت أولى عمليات ما سُمي بعد ذلك بتيار السلفية الجهادية هي عملية الفنية العسكرية سنة 1974 م ثم 1977 م حيث قتل الدكتور حسين الذهبي وزير الأوقاف السابق وأبرزها سنة 1981 م حيث قُتل الرئيس أنور السادات.
في حين وقفت الأنظمة العربية ضد الزحف إلى فلسطين لتحريرها من الاحتلال الإسرائيلي بعد النكسة، فتحوا الباب للجهاد إلى أفغانستان وألبانيا ودول جنوب شرق أوروبا ضد الاحتلال الروسي السوفييتي بإشارة وتأييد من الولايات المتحدة معتبرة المقاتلين العرب والأفغان أنهم «مقاتلون من أجل الحرية». وكان من ضمن العرب المسافرين المقاتلين الشيخ عبد الله عزام والملياردير أسامة بن لادن. وفي الفترة بعد الانسحاب السوفييتي من أفغانستان اعتبرت أمريكا والأمم المتحدة أن أفغانستان مفرخ للإرهاب وأن المتدربين على السلاح إرهابيون وطالبت الأمم المتحدة بتسليم الإرهابيين وتقصد بهم العرب المجاهدين خصوصاًً.
واغتيل عبد الله عزام وعند عودة المقاتلين من تلك البلاد إلى بلادهم تم تصنيفهم أنهم إرهابيون ووقعوا تحت الاعتقال والتعذيب الشديد، وبدأ الفكر والتنظير للسلفية الجهادية إقليمياً يعود بقوة أكثر تركيزاً في مواجهة الأنظمة العربية التي وضحت تبعيتها للمعسكر الغربي بقيادة أمريكا خاصة بعد أن لم تعترف أي دولة عربية بإمارة أفغانستان الإسلامية سوى السعودية والإمارات وباكستان، وسريعاً ما سحبوا الاعتراف مع الضغط الأمريكي.
بعد ذلك قامت الولايات المتحدة بإرسال قوات عسكرية إلى السعودية والخليج لحماية البترول ووضع قدم عسكرية لحماية حلفائها في المنطقة، وهو ما أدى بأسامة بن لادن ومن معه من المجاهدين العرب إلى توسيع عمل جماعة القاعدة نهاية سنة 1988 م - التي كان عملها الجهاد من أجل التحرير من السوفييت - ليشمل الجهاد من أجل إقامة الشريعة مع حركة طالبان في مواجهة العلمانيين والقوميين وبعض الإسلاميين ممن ينتمون إلى الفكر الإخواني مثل برهان الدين رباني وعبد رب الرسول سياف. وكانا هذا التحول هو محور اتحاد جماعة الجهاد الإسلامي المصرية بجماعة تنظيم القاعدة الإسلامي العربي وكوّنا تنظيم قاعدة الجهاد الدولي.
فبعد حرب الخليج الأولى عام 1990 م تم توسيع الدائرة أكثر حتى شملت استهداف مصالح الدول الطاغية الكبرى كأمريكا وبريطانيا في داخل أراضيهم وفي بلاد عملائهم في المنطقة. تُعتبر بداية عمليات التنظيم سنة 1992 م بتفجيرين باليمن استهدفا جنود أمريكيين كانوا في طريقهم إلى الصومال حين سيطرت المحاكم الإسلامية على الصومال قبل هذا بسنة. ثم تفجير مركز التجارة العالمي عام 1993 م. ويُعتبر أبرز عمل قامت به القاعدة في تلك الفترة انتصارها مع حركة طالبان في السيطرة على أفغانستان ضد القوميين والعلمانيين الأفغان والعرب نهاية عام 1995 م وحتى نهاية عام 2001 م.
تم تفجير سفارات الولايات المتحدة في كل من دار السلام، تنزانيا ونيروبي وكينيا في وقت واحد 7 أغسطس عام 1998 م بالتزامن مع الذكرى السنوية الثامنة لقدوم القوات الأمريكية للمملكة العربية السعودية. وفي أكتوبر عام 2000 م قام أعضاء من تنظيم القاعدة في اليمن بقصف بالصواريخ على المدمرة البحرية «يو أس أس كول». وكان أخطرها عام 2001 م بهجمات 11 سبتمبر التي تعد نقطة فاصلة في تاريخ المنطقة والعالم.

## منظرون

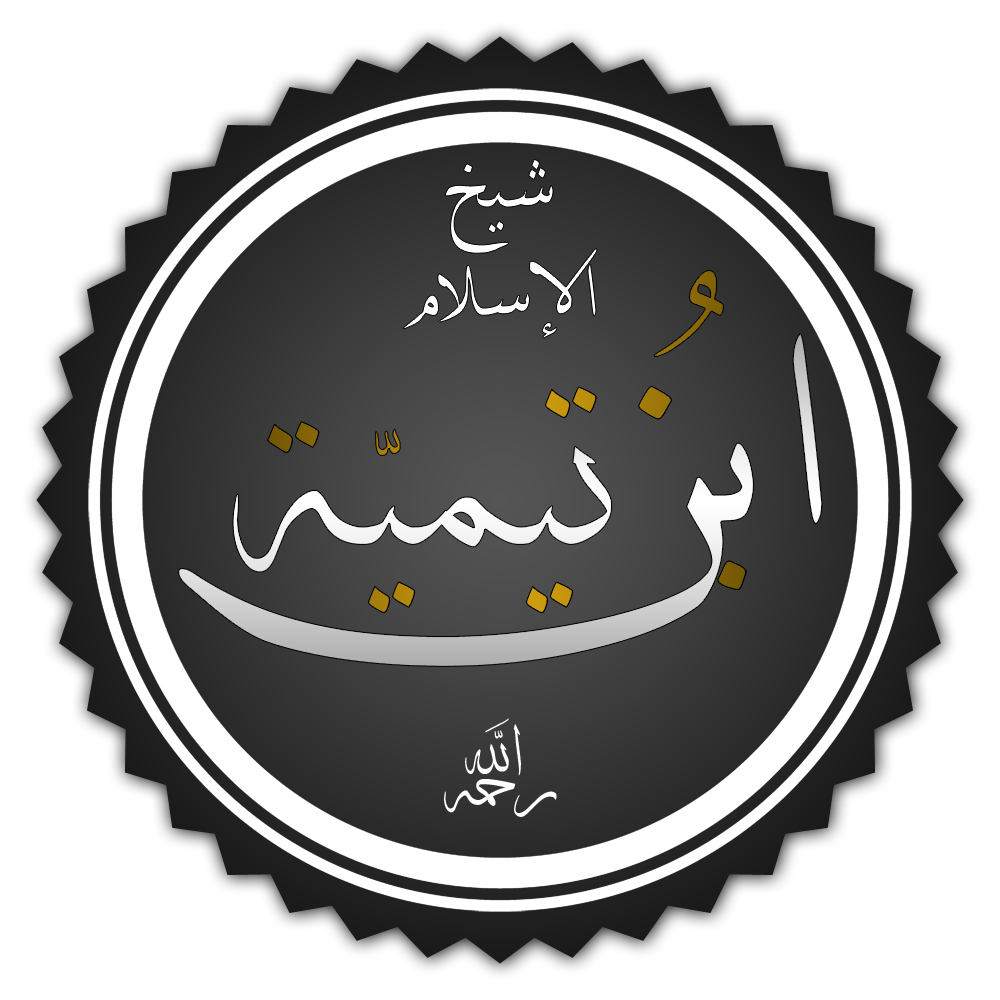
تعد فتاوي وكتب شيخ الإسلام بن تيمية من أهم المراجع التي يستند إليها السلفيون الجهاديون

يعتبر أحمد بن تيمية علامة بارزة في التيار السلفي الجهادي لأنه نظر لفقه الجهاد في صورة مفصلة وقتها وقام بنفسه بالجهاد ضد المحتلين. أما في العصر الحديث فيعتمد تيار السلفية الجهادية على أطروحات أبو الأعلي المودودي وسيد قطب إذ يعتبرون أول منظري فكر السلفية الجهادية لما قدموه من صياغة وطرح لفكرتي الجاهلية والحاكمية والجهاد للتغيير، ومن أبرز قادة ومنظري هذا التيار اليوم الشيخ عمر عبد الرحمن وأيمن الظواهري وأبو يحيى الليبي وأبو مصعب السوري وأبو محمد المقدسي وأبو قتادة الفلسطيني وعبد الله بن محمد الرشود. وفي الجملة يعتبرون أن كل مسلم متبني للإسلام كمنهج حياة وقام بالجهاد ضد المحتل أو المبدل للشريعة هو رمز للسلفية الجهادية حتى وإن كان من جماعة أخرى أو ليس له انتماء سياسي وعلى هذا الأساس يعتبرون عبد الله عزام وأحمد ياسين وخطاب من أعلام الجهاد المستشهد بهم كما أيدوا معنوياً سليمان خاطر في هجومه على الإسرائيليين.
ويعتبر أبو محمد المقدسي صاحب كتاب ملة إبراهيم - نشر عام 1985 - المنظر الأول للسلفية الجهادية على مستوى العالم وصنف من حيث الأهمية ودرجة التأثير في المركز الأول قبل بن لادن نفسه الذي حل في مركز متأخر، والثاني هو أبو قتادة الفلسطيني وهو من أشهر المنظرين لأطروحات وخطابات السلفية الجهادية وأكثرهم أهمية أيضاً وذلك من خلال كتابه المثير والمهم الجهاد والاجتهاد: تأملات في المنهج - الذي نشر في عام 1999 - أما الثالث فهو أبو مصعب السوري الذي استأثرت تنظيراته الجهادية المبتكرة باهتمام جميع مراكز الأبحاث والدراسات المعنية بالظاهرة في العالم كله بالنظر إلى ما تنطوي عليه أفكاره ومساهماته من فرادة ويتجلى ذلك واضحاً في كتابه الضخم - أكثر من 1600 صفحة - دعوة المقاومة الإسلامية العالمية - الذي نشر في عام 2004 -. وما من خلية جهادية اعتقلت في السنوات الأخيرة في أي بلد من البلدان العربية إلا وجاءت سيرة هؤلاء الثلاثة في التحقيقات كمرجعيات لها ذكرهم مثلاً يوسف فكري مؤسس أولى الخلايا الجهادية في المغرب - في مدينة اليوسفية سنة 1998 - التي تم الكشف عنها في عام 2002 في رسالته الشهيرة التي نشرتها أسبوعية الصحيفة.

## الأدبيات

### توحيد الحاكمية
المبدأ الأول الذي يمثل جوهرة القلادة هو مبدأ الحاكمية لله ويعني أن تكون مرجعية التشريع الوحيدة في الدستور والقوانين هي الشريعة الإسلامية بما تحمله من مصادر أصلية وفرعية وتعني أن الحكم والتشريع هو حق خالص للخالق، فأي إضافة مساوية أو إباحة للأخذ من مرجعية أخرى بجانب الشريعة الإسلامية فهذا شرك وكفر بالله الخالق.

### الولاء والبراء
المبدأ الثاني مبدأ الولاء والبراء ويعني أن تكون الدولة قائمة على أساس إسلامي ديني وليس شعوبي قومي ولاؤها للإسلام والمسلمين ومعادية للشرك والمشركين دولة تتبنى الإسلام في سياستها الداخلية ليصبح المسلمون في موضع عزة وتحكم في مفاصل الدولة المهمة، وفي السياسة الخارجية هدفها إعلاء كلمة الله وإقامة دولة إسلامية عالمية قوية، دولة معادية للأنظمة المحاربة والغير شرعية (والنظام الشرعي من وجهة النظر الفقهية السلفية إما أن تكون الدولة: إسلامية تحكم بالشريعة أو ذمية تدفع الجزية أو معاهدة).

### جهاد الأنظمة
المبدأ الثالث مبدأ الجهاد ضد الأنظمة الغير شرعية خاصة الأنظمة الحاكمة في الدول الإسلامية، والجهاد ضد الدول المحتلة والدول الداعمة للاحتلال والأنظمة العميلة. كان تنظيم الجهاد المصري يركز على جهاد الأنظمة العميلة، في مقابل تنظيم القاعدة السعودي يركز على جهاد الدول المحتلة والداعمة، ثم تحالفا وكونا تنظيم قاعدة الجهاد.

## الخصائص والصفات
تعرف السلفية الجهادية بأنها تيار أيديولوجي ومشروع تحمله جماعات حركية مناهضة بشكل مطلق لما هو قائم من أنظمة اجتماعية وسلطات سياسية وثقافية سائدة وعلاقات دولية وهي أيديولوجية تتسم بالخاصية المزدوجة أي أنها تشكل الصيغة الأكثر جذرية لتقسيم البشرية على أساس ديني إذ لا تكتفي بالتقسيم التقليدي للبشر إلى مسلمين وكفار بل توسع معنى الكفر والشرك، وتقدم في نفس الوقت الصيغة الأكثر جذرية لتسييس الدين فتتعامل معه كأيديولوجية صدامية لا تقف عند هدف استعادة النظام السياسي الإسلامي في فضائه التاريخي المعروف وإنما تتجاوزه إلى الجهاد ضد الطاغوت والجاهلية في كل مكان من الكرة الأرضية والعمل على إقامة دولة خلافة عالمية أي حكم الإسلام للعالم كافة.
هذه الأفكار تتسق مع الخصائص التي تجعل من الطرح السلفي الجهادي خطاً فكرياً مفارقاً لسواه من الخطوط الفكرية التي تتحرك ضمن التيار السلفي نفسه فيلاحظ أن ما يميز السلفية الجهادية عن غيرها من السلفيات ليس إعلانها جاهلية المجتمعات المعاصرة كلها وليس ادعاءها كفرانية النظم التي لا تحكم بما أنزل الله بل إعلانها الصريح أن الجهاد المسلح سبيل أوحد للتغيير، لذلك هي ترفض أي طريق آخر لإقامة نظام الخلافة الإسلامية كالدخول في البرلمانات أو التربية والتثقيف والثورة الجماهيرية السلمية أو إشاعة الوعي الإسلامي.
وينظر آخرون إلى مصطلح السلفية الجهادية على أنه مصطلح جديد كل الجدة وفريد في المحتوى حين يعبر مضمونه عن إجمالي التيارات الجهادية التي غدت تؤمن بالإسلام العالمي المقاتل أما الجدة في هذا الطرح فتكمن في أن الجهاد لم يعد يعبر عن محتوى أيديولوجي ذي نزعة تنظيمية قطرية محدودة بقدر ما بات يقدم على أنه عبادة وفريضة متعينة بقطع النظر عن إمكانية تطبيقها على مجاميع الأمة الإسلامية إذ إن مبدأ التطبيق اليوم للتيارات الجهادية وفي الظروف الحالية يقتصر على الفرد دون الجماعة لذا فهو يتخذ من الآية التالية شعاراً له وبموجبها يعمل: [فقاتل في سبيل الله لا تكلف إلا نفسك وحرض المؤمنين عسى الله أن يكف بأس الذين كفروا والله أشد بأسا وأشد تنكيلا] النساء: 84.
كما أن الظاهرة التي تمثلها السلفية الجهادية في ضوء عروضها العسكرية والأمنية النوعية على المسرح الدولي باغتت في فعالياتها ومساعيها كلاً من السياسي والديني والاجتماعي والثقافي والعلمي والمعرفي وحتى الحضاري قبل أن يستشعر أحد جدية المخاطر التي تخلفها في بنية التنظيم الدولي والعلاقات الدولية، الأمر الذي جعلها تتحول بعد هجمات 11 سبتمبر 2001 إلى فاعل إستراتيجي دولي مميز وفريد من نوعه سواء تعلق الأمر بالحدث السياسي أو بالحدث الأمني.

يقول أبو محمد المقدسي:

ويقول أبو قتادة الفلسطيني:
فجذور حركات الجهاد السلفية في العالم الإسلامي متشعبة ومتعددة ولا تعود إلى جهة واحدة وليس هناك من أحد يستطيع أن يزعم أنه صاحبها ومن قدر الله تعالى الحسن لهذه الأمة المحمدية أن البلاد التي حكمها الإسلام قلما تجد بلداً يخلو من وجود حركة جهادية قامت من أجل قتال الطواغيت المرتدين منذ عشرات السنين ولكن عدم التواصل بين هذه الحركات ثم ما يعقب عدم التواصل من عدم استفادة الواحد من الآخر هو الذي يجعل الحركات الإسلامية وكأنها تعيش مرحلة طفولية في كل أدوارها.

## الصراع
كان استهداف المصالح الأمريكية في نهاية التسعينات الذي بدأ بتفجير السفارتين الأمريكيتين وتدمير المدمرة كول مؤشراً قوياً على تغيير هذه الجماعات استراتيجيتها من مقاتلة العدو القريب وهو الحكومات العربية أو الدول المعتدية كالصرب والروس إلى مقاتلة العدو الأبعد والأقوى وهو الولايات المتحدة الأمريكية وهو أمر جعلها الأخطر على مصالح وأمن القوى الغربية التي قبلت التحدي وأعلنت حرباً آمن كل طرف بحتميتها ومنذ بداية هذه الحرب التي أندلعت منذ أحداث الحادي عشر من سبتمبر وحتى الآن فإن كلاً من الطرفين قد حقق انتصارات على أرض المعركة إلى جانب ذلك فإن الكثير من مصادر تمويل القاعدة وغيرها من الجماعات الإسلامية قد جمدت نتيجة لسياسة تجفيف المنابع التي اتبعتها الولايات المتحدة الأمريكية.
كما أن عولمة محاربة تلك التنظيمات السلفية دفعتها إلى السعي نحو التوحد وهو ما شهدته الساحة العراقية بانضمام الزرقاوي ومجموعته إلى القاعدة ثم السلفية للدعوة والقتال بالجزائر بالإضافة إلى بعض القيادات المصرية بالرغم من الخلافات التي كانت موجودة وأعلن عن بعضها وبذلك تكون القاعدة في طريقها لأن تصبح الممثل الوحيد لجماعت السلفية الجهادية في العالم. قد تكون القاعدة خسرت الكثير من زخمها الإعلامي بالضغوط التي مورست على قناة الجزيرة التي كانت نافذتها الوحيدة ثم بتحول الانظار إلى قضايا أخرى ليست القاعدة طرف فيها كالقضية الفلسطينية إلا أن الواقع الحالي يؤكد أن القاعدة والسلفية الجهادية بصفة عامة ما زالت تحافظ على ثقة الجماهير بها لابقائها على رموزها منهم الظواهري.

## أبرز جماعات السلفية الجهادية
| اسم الجماعة                    | البلد              | الأمير                                                 | ملاحظات |  |
| جماعة جند أنصار الإسلام        | السليمانية، العراق | نجم الدين فرج المشهور بالملا كريكار                    | ليسوا في السليمانية الآن |  |
| الجماعة السلفية للدعوة والقتال | الجزائر            |                                                        | انضمت إلى تنظيم القاعدة وأصبحت جزءًا من تنظيم القاعدة في بلاد المغرب الإسلامي |  |
| الجماعة المغربية المقاتلة      | المغرب             |                                                        | انضمت إلى تنظيم القاعدة وأصبحت جزءًا من تنظيم القاعدة في بلاد المغرب الإسلامي |  |
| الجماعة الليبية المقاتلة       | ليبيا              |                                                        | قامت بمراجعات فكرية تتراجع فيها عن استخدام العنف |  |
| الجماعة الإسلامية في مصر       | مصر                |                                                        | قبل أن تقدم تراجعاتها |  |
| دولة العراق الإسلامية          | العراق سوريا       | أبو عمر البغدادي (أمير) أبو حمزة المهاجر (قائد ميداني) | أعلنت القاعدة في بلاد الرفدين البيعة لدولة العراق الإسلامية بلسان أبي حمزه المهاجر وأعلن ولاءه لأبي عمر البغدادي |  |
| تنظيم الدولة الإسلامية         | تنظيم عالمي        | أبو الحسين الهاشمي القرشي                              | كانت في الأصل "دولة العراق الإسلامية" ثم "الدولة الإسلامية في العراق والشام" ثم "الدولة الإسلامية" بعد إعلان البيعة لأبي بكر البغدادي كخليفة وتلاه أبو إبراهيم القرشي، وأصبح له فروع في بلدان أخرى مثل ليبيا اليمن وسيناء والقوقاز ونيجيريا وغيرها. |  |
| جماعة جند أنصار الله           | رفح، بغزة          |                                                        | |  |
| جيش الإسلام                    | فلسطين             |                                                        | جماعة جهادية من أبرز أعمالها المشاركة في اختطاف الجندى الإسرائيلي جلعاد شاليط والصحفي البريطاني ألان جونستون |  |
| جماعة شباب المجاهدين           | الصومال            |                                                        | |  |
| تنظيم القاعدة                  | تنظيم عالمي        | أيمن الظواهري                                          | |  |
| جماعة أنصار الشريعة            | تونس               | الشيخ أبوعياض التونسي                                  | صنفت مؤخرا كتنظيم إرهابي من السلطات التونسية |  |
| جبهة النصرة                    | سوريا              | أبو محمد الجولاني                                      | انشقت عن تنظيم الدولة الإسلامية في العراق، وأصبحت الآن تحت مسمى جبهة فتح الشام ثم أعلنت فك الارتباط مع تنظيم القاعدة والاندماج تحت مسمى "هيئة تحرير الشام".                                                                                         |  |

## وصلات خارجية
- السلفية الجهادية أو الفرقة الناجية تقرير.
- أبو محمد المقدسي.. السلفية الجهادية، برنامج لقاء اليوم، قناة الجزيرة، 6 يوليو 2005
- العلاقة بين الأنظمة العربية والجماعات الجهادية السلفية، المعرفة، الجزيرة نت، 26 أبريل 2006
- ترجمة ومؤلفات أبو قتادة الفلسطيني. موقع منبر التوحيد والجهاد.
- قسم العمل المسلح، إسلام أون لاين
- الجماعات المسلحة في المغرب العربي، برنامج صناعة الموت، قناة العربية، 8 أبريل 2007
- حقائق عن جناح تنظيم القاعدة في منطقة الصحراء. موقع مركز الدين والسياسة للدراسات.